# Isaac I Comnè
Isaac I Comnè (grec medieval: Ἰσαάκιος Κομνηνός, Issaàkios Komninós; nascut cap al 1007 i mort el 1060) fou emperador romà d'Orient entre el 1057 i el 1059 com a primer emperador de la família dels Comnens.
Fill del general Manuel Eròtic Comnè, fou criat sota la tutela de l'emperador Basili II en quedar orfe quan encara era adolescent. Es feu un nom com a capitost i fou comandant en cap dels exèrcits orientals cap al 1042-1054. El 1057 s'erigí com a cap d'un complot de generals orientals descontents contra Miquel VI, que tot just havia ascendit al tron. Fou proclamat emperador pels seus seguidors el 8 de juny del 1057 i reeixí a arreplegar prou tropes per derrotar l'exèrcit legitimista en la batalla de Pètroe. Isaac estava disposat a acceptar un compromís pel qual hauria estat nomenat hereu de Miquel, però una facció influent a Constantinoble, encapçalada per Miquel Cerulari, l'ambiciós patriarca de Constantinoble, forçà l'abdicació de Miquel el 30 d'agost del 1057 i Isaac fou coronat emperador a Santa Sofia dos dies després.
Isaac recompensà els seus aliats i impulsà una sèrie de reformes fiscals pensades per augmentar els ingressos i posar fi als excessos dels regnats dels seus predecessors, amb l'objectiu de sanejar les finances de l'imperi i recuperar la capacitat de l'exèrcit de defensar-lo amb garanties. Les baixades de sou, les rigoroses mesures fiscals i la confiscació de propietat de l'Església decretades per Isaac suscitaren una forta oposició, particularment de la part de Cerulari, que amb el pas del temps s'havia començat a veure a si mateix com a faedor de reis.
El novembre del 1058, Cerulari fou detingut i exiliat, però morí abans que es pogués reunir un sínode per deposar-lo. Durant el seu regnat, Isaac mantingué la integritat de la frontera oriental, feu cessar les incursions hongareses amb un tractat signat el 1059 i sotmeté personalment els petxenegs, que havien causat estralls a les terres romanes, a l'estiu del mateix any. Poc després, emmalaltí i, cedint als consells i les pressions de Miquel Psel·los, abdicà en Constantí X Ducas abans de retirar-se al monestir d'Estúdion, on morí a finals del 1060.

## Biografia

### Orígens i primeres dècades

L'Imperi Romà d'Orient a la mort de Basili II (1025)

Isaac era fill de Manuel Eròtic Comnè, que segons les fonts fou estrateg autocràtor d'Orient sota l'emperador Basili II i comandant de la defensa de Nicea contra el rebel Bardes Escler el 978. La seva mare probablement es deia Maria, igual que dues de les seves netes, i hauria mort cap al 1015. Manuel tenia el grec com a llengua materna i els estudiosos moderns creuen que la família dels Comnens era d'origen grec. Es diu que el nom de la nissaga deriva del poble de Comne, prop de Filipòpolis. Isaac nasqué cap al 1007.
Com que la seva muller ja era morta, el 1020, al seu propi llit de mort, Manuel deixà els seus dos fills mascles, Isaac i Joan, sota la tutela de l'emperador Basili II. Nicèfor Brienni el Jove relata que els dos nens foren criats de manera molt atenta: foren educats al monestir d'Estúdion amb els millors tutors, aprengueren a caçar i participaren en exercicis militars. En arribar a la majoria d'edat, tant Isaac com el seu germà entraren a formar part de la guàrdia imperial, o Companyia.
Quan encara era jove, possiblement el 1025, Isaac contragué matrimoni amb Caterina de Bulgària (nascuda ca. 1010), filla de Joan Ladislau (r. 1015-1018), l'últim tsar del Primer Imperi Búlgar. Cap al 1042 fou nomenat estratopedarca d'Orient, cosa que indica que probablement era domèstic de les escoles (comandant en cap) de l'exèrcit de camp d'Orient, tot i que les fonts no ho mencionen explícitament, i li foren concedides les dignitats de mestre i vestes. El 1054, l'emperadriu Teodora el substituí pel seu confident eunuc, el pròedre Teodor.

### Revolta dels generals orientals

#### Delegació dels militars a Miquel VI
Quan Miquel VI l'Estratiòtic ascendí al tron el 1056, Isaac fou elegit per encapçalar una delegació dels generals orientals al nou emperador. Miquel VI havia començat a promoure gent en massa (segons un cortesà de l'època, Miquel Psel·los, de manera excessiva) i els militars també volien beneficiar-se de la generositat de l'emperador. No era un assumpte trivial. L'adulteració de la moneda romana sota Constantí IX Monòmac (r. 1042-1054), permesa pel mateix Miquel, aleshores logoteta de l'exèrcit, havia repercutit en el sou dels soldats. A diferència dels funcionaris, que havien estat rescabalats amb promocions a càrrecs superiors (associats a sous més alts), els militars no havien rebut cap compensació. Aquests fets aprofundiren el malestar de l'aristocràcia militar amb el «règim d'eunucs i polítics civils» que havia dominat l'Imperi durant les últimes dècades de la dinastia macedònia.

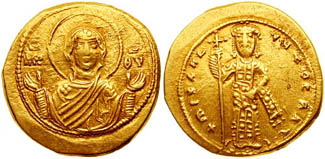
Tetartèron d'or de Miquel VI

El 1057, per Pasqua, que era el moment de l'any en el qual l'emperador tradicionalment pagava els estipendis a les persones que ocupaven càrrecs, la delegació es presentà davant de l'emperador. A més d'Isaac, els representants dels militars incloïen el mestre Catacaló Cecaumen, que tot just havia estat rellevat com a dux d'Antioquia; el vestarca Miquel Burtzes, l'avi homònim del qual havia recuperat Antioquia per als romans un segle abans; Constantí Ducas, marit d'una neboda del patriarca de Constantinoble, Miquel Cerulari; el seu germà Joan Ducas, amic de Psel·los; i d'altres que no són citats pel seu nom. Segons l'historiador Andónios Kaldel·lis, es tractava d'un grup molt notable, car les famílies que representava descendien de militars promoguts pel guerrer-emperador Basili II i definirien «el futur de l'Imperi durant trenta anys i, de fet, un segle i més enllà».
Psel·los, que fou testimoni de la recepció dels generals, relata que l'emperador començà a insultar-los des de bon principi. Seguidament, manà al líder de la delegació, Isaac, i el seu segon, Cecaumen, que fessin un pas endavant i es posà a criticar Isaac, culpant-lo de «pràcticament haver perdut Antioquia», de «corrompre el seu exèrcit», de ser un covard incompetent i d'haver-se apropiat indegudament de diners de l'exèrcit. Unes dècades més tard, Joan Escilitzes escrigué que l'emperador havia tractat els generals amb cortesia, però s'havia negat rotundament a concedir-los els honors que li demanaven, incloent-hi el nomenament d'Isaac i Cecaumen com a pròedres.
Aquesta negativa tingué un profund impacte sobre els alts càrrecs de l'exèrcit i alimentà la seva animadversió contra Miquel. Una segona delegació enviada al ministre en cap, el protosincel·le Lleó Paraspòndil, tingué una rebuda similar i, segons Psel·los, Isaac amb prou feines aconseguí evitar que els seus col·legues ataquessin l'emperador allà mateix, a la sala del tron. Aquests fets propiciaren un complot contra l'emperador, del qual Isaac fou elegit el líder malgrat les seves reticències, segons narra Psel·los.
Els conspiradors es posaren en contacte amb el veterà general Nicèfor Brienni, que havia intentat usurpar el tron de Teodora sense èxit i feia poc havia estat rellevat com a comandant de l'exèrcit macedoni per Miquel. En un principi, Brienni els prometé el seu suport, però poc després s'endugué les seves tropes a Anatòlia per combatre els turcs. En arribar al tema dels Anatòlics, renyí amb el tresorer de l'exèrcit, el feu empresonar i s'apropià dels diners per pagar els soldats com a ell li semblés millor. Aquestes accions foren interpretades com a signe de rebel·lió i Brienni fou detingut i cegat.

#### Proclamació com a emperador i batalla de Pètroe
Tement que el complot estigués a punt de sortir a la llum, els generals orientals actuaren amb celeritat. Els conspiradors residents al tema dels Anatòlics, que eren Romà Escler, Miquel Burtzes, Nicèfor Botaniates i els fills de Basili Argir, anaren a buscar Isaac a les seves terres prop de Castamó (Paflagònia) i el 8 de juny el proclamaren emperador a la plana de Gunària. No se sap amb certesa si cap dels rebels tenia tropes al seu comandament. Segons Kaldel·lis, «es veieren obligats a sol·licitar el suport dels oficials i els soldats i contrafer ordres imperials de designació a nom seu». Escilitzes relata que Cecaumen no tingué més remei que falsificar cartes de l'emperador per mobilitzar els regiments del tema dels Armeníacs, que sota el seu comandament s'uniren a les forces d'Isaac. Després de deixar els seus familiars sota la protecció del seu germà a la fortalesa de Pimolissa, a les ribes del riu Halis, Isaac emprengué el camí cap a Constantinoble.
Les forces de Miquel foren derrotades a la plana d'Hades (batalla de Pètroe) i va proposar a Isaac compartir el poder. Isaac hauria acceptat però Catacaló s'hi va oposar i finalment Miquel va haver d'abdicar i fer-se monjo. Joan Comnè va estar al costat d'Isaac en tot moment. Els caps de la revolució foren recompensats amb grans honors però molts d'ells foren enviats a províncies i amb oficis que els donaven un poder moderat.
Les funcions dels curopalates es van repartir entre Catacaló i Joan Comnè. Per redreçar l'economia es va introduir un sistema d'estalvi econòmic en totes les branques de l'administració, i el mateix emperador en va donar exemple; els eclesiàstics es van oposar a noves taxes a l'església i Miquel Cerulari, el patriarca, li va dir: «Li he donat la corona, i sé com recuperar-la». Immediatament Isaac el va desterrar, i va prendre mesures per evitar una revolta del clergat.
El 1059 va marxar contra els petxenegs hongaresos que havien creuat el Danubi, i els va derrotar i obligar a demanar la pau. L'imperi es va recuperar lleugerament en dos anys, tant econòmicament com militar.

## Abdicació
Quan tornava de la campanya militar es va posar malalt amb molta febre, a més es va salvar de poc de ser fulminat per un llamp mentre dormia sota un arbre, això el va fer pensar que Déu estava disgustat amb ell. Veient que estava proper a la mort va oferir la corona al seu germà Joan, que la va refusar, i llavors, aconsellat per Miquel Psel·los, va nomenar successor el general Constantí X Ducas; no obstant això, Isaac es va recuperar, però va abdicar voluntàriament a favor de Constantí i es va retirar a un convent (1059) junt amb la seva dona i la seva filla.
Va viure dos anys més; fou visitat alguna vegada per Constantí X Ducas, qui el va consultar en afers d'estat. La seva mort està datada el 1061 i no va deixar fills mascles.
Va deixar escrits sobre els poemes homèrics i uns manuscrits anomenats  Περὶ τῶν καταλειφθέντων ὑπῦ τυῦ Ὀμήρου, i Χαρακτηρίσματα; altres possibles obres s'han perdut.